# Tena Japundža
Tena Japundža (Pula, 28. listopada 1998.), hrvatska rukometašica članica Lokomotive iz Zagreba. Igra na mjestu desnog krila.

## Karijera
Tena je Rovinjka rođena u Puli, kćerka je rukometašice Ranke Čadženović.  Prve rukometne korake započela u ŽRK Rovinj, nakon čega karijeru nastavlja u zagrebačkoj Lokomotivi.  Nastupala je za Hrvatsku na Europskom prvenstvu 2020. u Danskoj.